# Beeskow
Beeskow este un oraș din landul Brandenburg, Germania. Litera finală w nu se pronunță.

## Biserica Sf. Maria

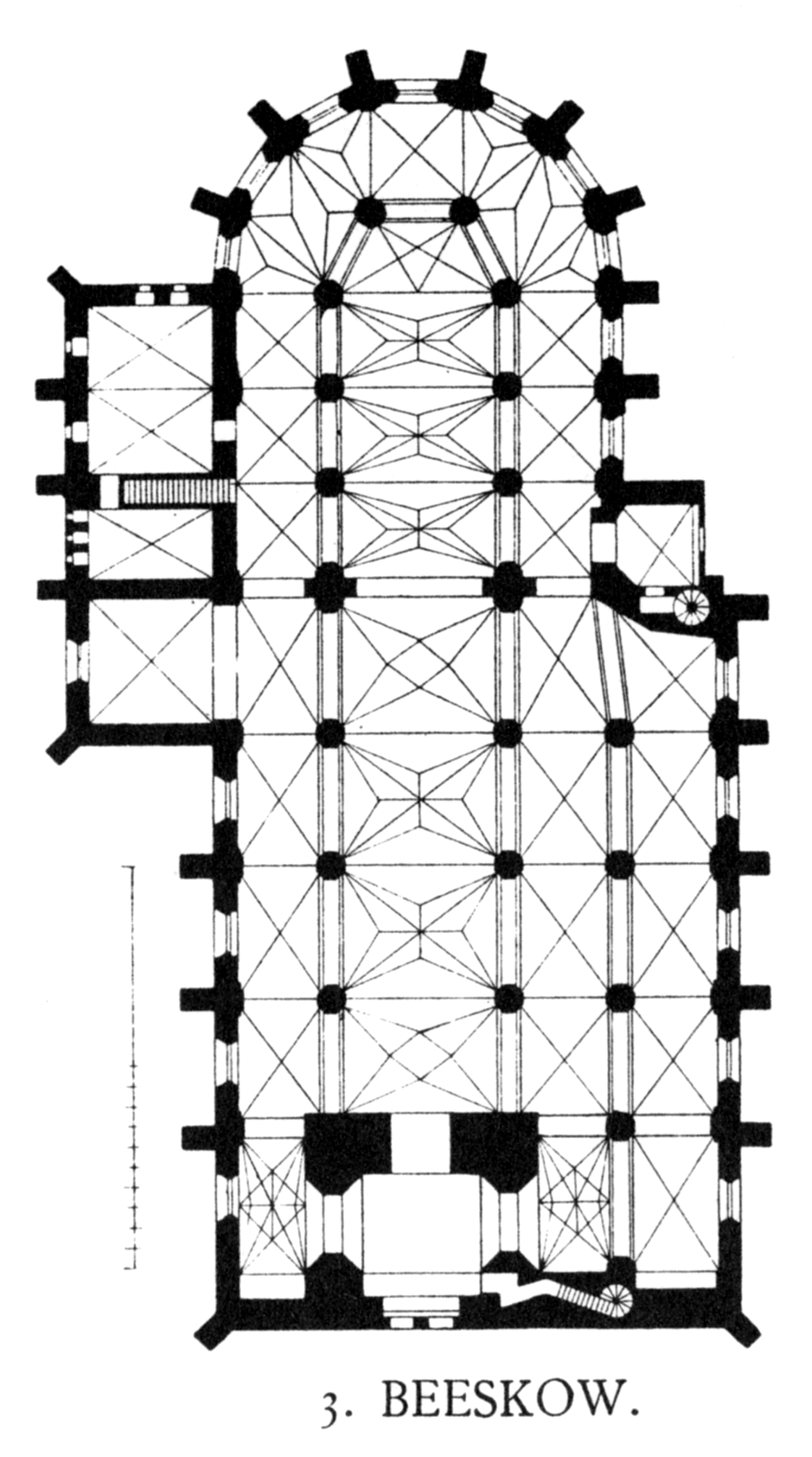
Planul bisericii Sf. Maria din Beeskow

Biserica este unul din cele mai mari monumente din cărămidă ale perioadei gotice din Brandenburg. Construcția a fost grav avariată în timpul bombardamentelor celui de-al Doilea Război Mondial. Lucrările de renovare se derulează din 1990.
În sacristia bisericii Sf. Maria s-a păstrat un ansamblu de pictură murală din perioada gotică care a fost atribuită de Uta Hengelhaupt spațiului cultural boemian-luxembourghez de la finele secolului al XIV-lea, după o primă analiză tehnologică și stilistică a picturilor, în 2007. 
Sacristia este situată la răsăritul laturii nordice a bisericii. În prezent acest spațiu este iluminat în mod inadecvat, din cauza eclerajului scăzut odată cu înălțarea nivelului solului din exteriorul incintei, care a ajuns astăzi la 0,5 m înălțime față de podeaua sacristiei. Probabil și podeaua inițială a lăcașului se situa la un nivel inferior celui actual. 
Încăperea principală a sacristiei se compune din două travee boltite în cruce pe ogive. Complexul a fost completat în 1934 printr-o  încăpere mai mică, care este racordată prin sistemul de boltire sacristiei inițiale și formează un fel de nartex al acesteia. Cronologia construcției nu a fost încă tratată în literatura de specialitate. Conform unei prime analize efectuate de către Dirk Schumann corul și sacristia ar aparține unor faze diferite de edificare. Sacristia este datată de către Schumann într-o perioadă anterioară bisericii actuale și este atribuită parțial unui edificiu pe ale cărui fundamente s-a înălțat începând cu anii 1370-1380 o nouă biserică. Din perioada edificării construcției actuale datează probabil atât zidurile perimetrale ale sacristiei cât și pictura murală. 
Picturile din Beeskow îi înfâțișează pe cei patru părinți latini ai bisericii. Din ansamblul inițial au rezistat vremii reprezentările lui Grigore cel Mare, Ieronim și Augustin. Imaginea sfântului Ambrozie, care completa probabil ciclul, nu s-a păstrat. Cele trei personaje sunt înfățișate în postura de autor, cu un pupitru în față, tipică evangheliștilor și părinților Bisericii începând cu secolul al XIII-lea.
Registrul superior al peretelui de est este rezervat reprezentării lui Ieronim alături de atributul său, leul. Sfântul este caracterizat prin vestimentație drept cardinal și se întoarce aici spre leul căruia conform legendei i-ar fi scos un spin din labă. Pe peretele de sud al traveei estice este reprezentat papa Grigore I. cu însemnele oficiului său, scriind la pupitru, în partea sudică a traveei de vest se află imaginea lui Augustin. Atributele acestui sfânt nu mai sunt vizibile astăzi.
Aceste resturi aparțin probabil unui ansamblu de pictură murală care împodobea întreaga sacristie.